# Alexander Fankhauser

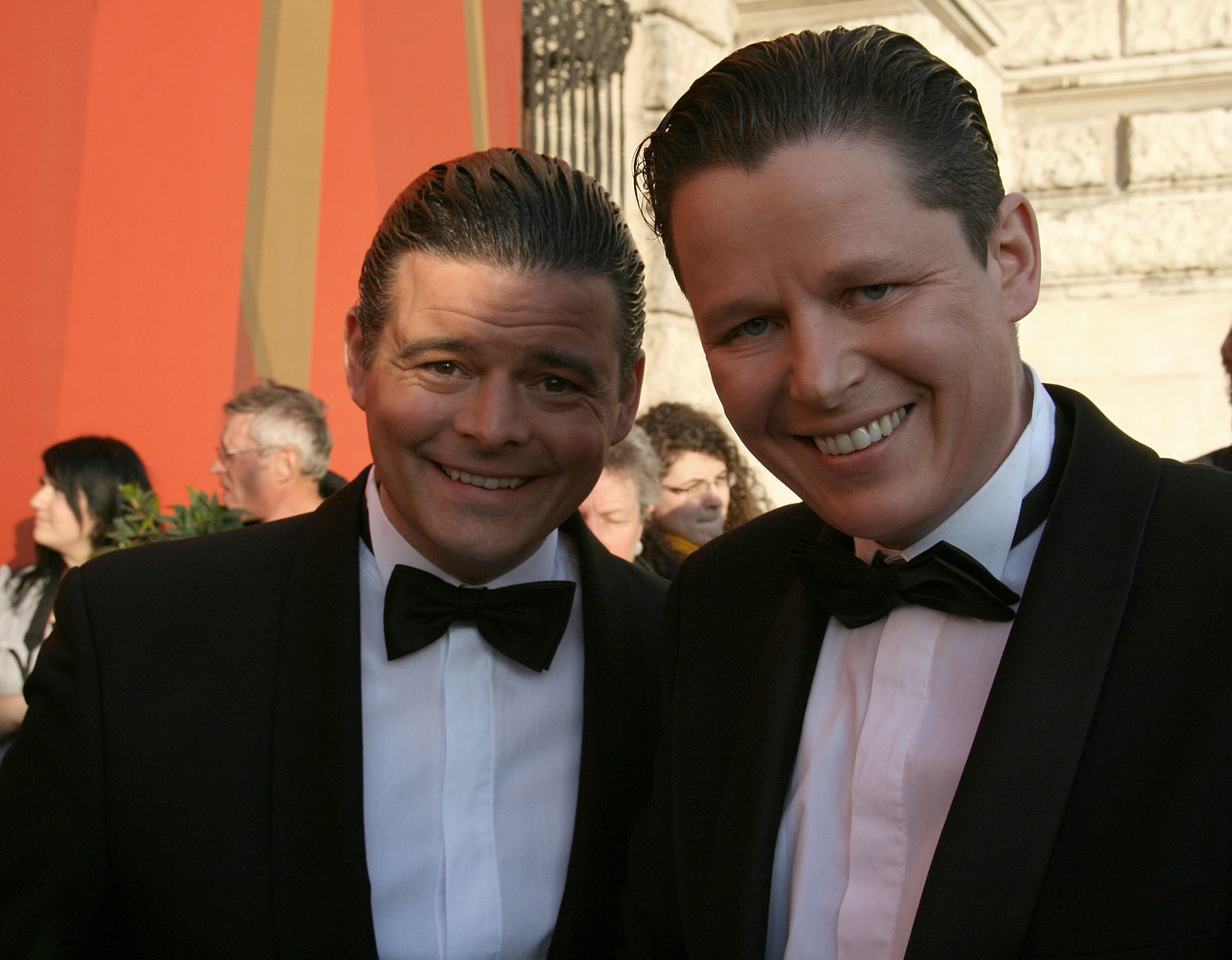
Alexander Fankhauser (r.) und Andreas Wojta (Romy 2010)

Alexander „Alex“ Fankhauser (* 9. Jänner 1974 in Hochfügen) ist ein österreichischer Koch, Autor von  Kochbüchern und  Fernsehkoch, der gemeinsam mit Andreas Wojta als Moderator der Kochsendung Frisch gekocht im ORF Bekanntheit erlangte.

## Leben
Alexander Fankhauser wurde als Sohn von Gretl und Lutz Fankhauser, Besitzer des Hotel Lamark in Hochfügen, geboren. Er pendelte zwischen Hochfügen und Kleinboden, dem Wohnort seiner Großmutter, während sich seine Eltern um den Aufbau des Hotels kümmerten. In Fügen im Zillertal besuchte Fankhauser den Kindergarten, die Volksschule und die Hauptschule. Seine Ausbildung an der Hotelfachschule Villa Blanka in Innsbruck schloss Fankhauser im Jahre 1993 mit der Matura ab.
1993 absolvierte er in Florenz ein F&B Training im Helvetia Bristol. 1994 ging er nach London, wo er Koch im „Mandarin Oriental Hotel“ am Hyde Park wurde. Im Jahre 1995 entschloss er sich dazu, nach Wien zurückzukehren und bewarb sich erfolgreich beim Restaurant Korso unweit der Oper. Es entstand eine fünfjährige Zusammenarbeit mit Reinhard Gerer, aus der sich eine Freundschaft entwickelte. Im Herbst 1999 fasste Fankhauser den Beschluss, wieder in die familiäre Umgebung zurückzukehren. Er gab seine Tätigkeit als Küchenchef im heimatlichen Lamark wieder auf und bereiste im Mai und Juni 2000 die USA, um sich ein Bild von der Gastronomie in den USA zu machen. Neben anderen besuchte er Wolfgang Puck in Los Angeles.
2003 hatte Fankhauser als Stellvertreter des Bundeslandes Tirol seinen ersten Auftritt in der ORF-Fernsehsendung Frisch gekocht ist halb gewonnen auf ORF 2. Von 2008 bis Ende 2013 kochte er gemeinsam mit Andreas Wojta als Hauptdarsteller in der nun Frisch gekocht mit Andi und Alex genannten Kochsendung. Im Herbst 2018 luden sie zu ihrer neuen Kochshow „Andi & Alex am Sonntag“.

## Bücher
- Alexander Fankhauser, Christian Grünwald (Hrsg.): Tiroler Kost & höchste Küche. Das Kochbuch vom „Koch des Jahres 2005“. D + R Verlag Wien 2005, ISBN 3-902469-04-8
- Andreas Wojta, Alexander Fankhauser: Kochen mit Andi und Alex – Die besten Rezepte von Andreas Wojta und Alexander Fankhauser, D + R Verlag Wien 2008, ISBN 978-3-902469-15-1

## Auszeichnungen
- 2001: erste Auszeichnung von Gault-Millau mit 2 Hauben (mit 16 Punkten)
- 2002/2003: zwei Hauben (mit 16 Punkten)
- 2004: Aufwertung auf 3 Hauben (mit 17 Punkten)
- 2005: Auszeichnung zum Koch des Jahres 2005 von Gault-Millau
- 2006: 3 Hauben (mit 17 Punkten)
- 2009: 1 Michelin-Stern
- 2010: Romy in der Kategorie Beliebteste/r Show Entertainer/in (gemeinsam mit Andreas Wojta)